# Santiago Amoltepec
Santiago Amoltepec là một đô thị thuộc bang Oaxaca, México. Năm 2005, dân số của đô thị này là 11113 người.